# Spring Branch (Houston)

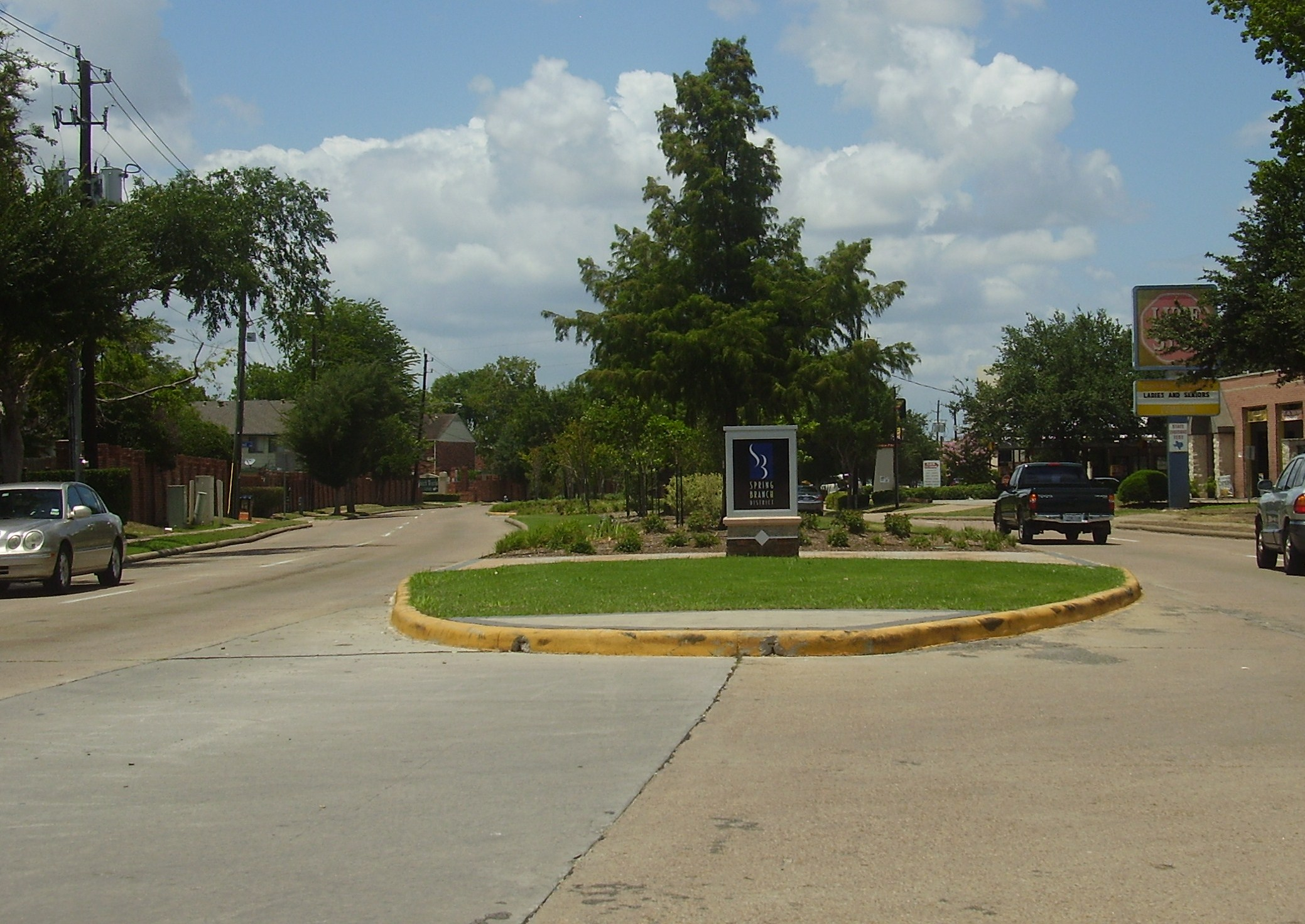
Spring Branch

Spring Branch es un distrito en el Condado de Harris en Gran Houston. La mayoría del distrito es en la Ciudad de Houston.
Spring Branch tiene poblaciones de hispanoamericanos y coreanoamericanos (EN).

## Educación
El Distrito Escolar Independiente de Spring Branch gestiona escuelas públicas. La Biblioteca Pública de Houston gestiona la Biblioteca Sucursal Hillendahl y la Biblioteca Sucursal Elizabeth Ring.

## Consulados

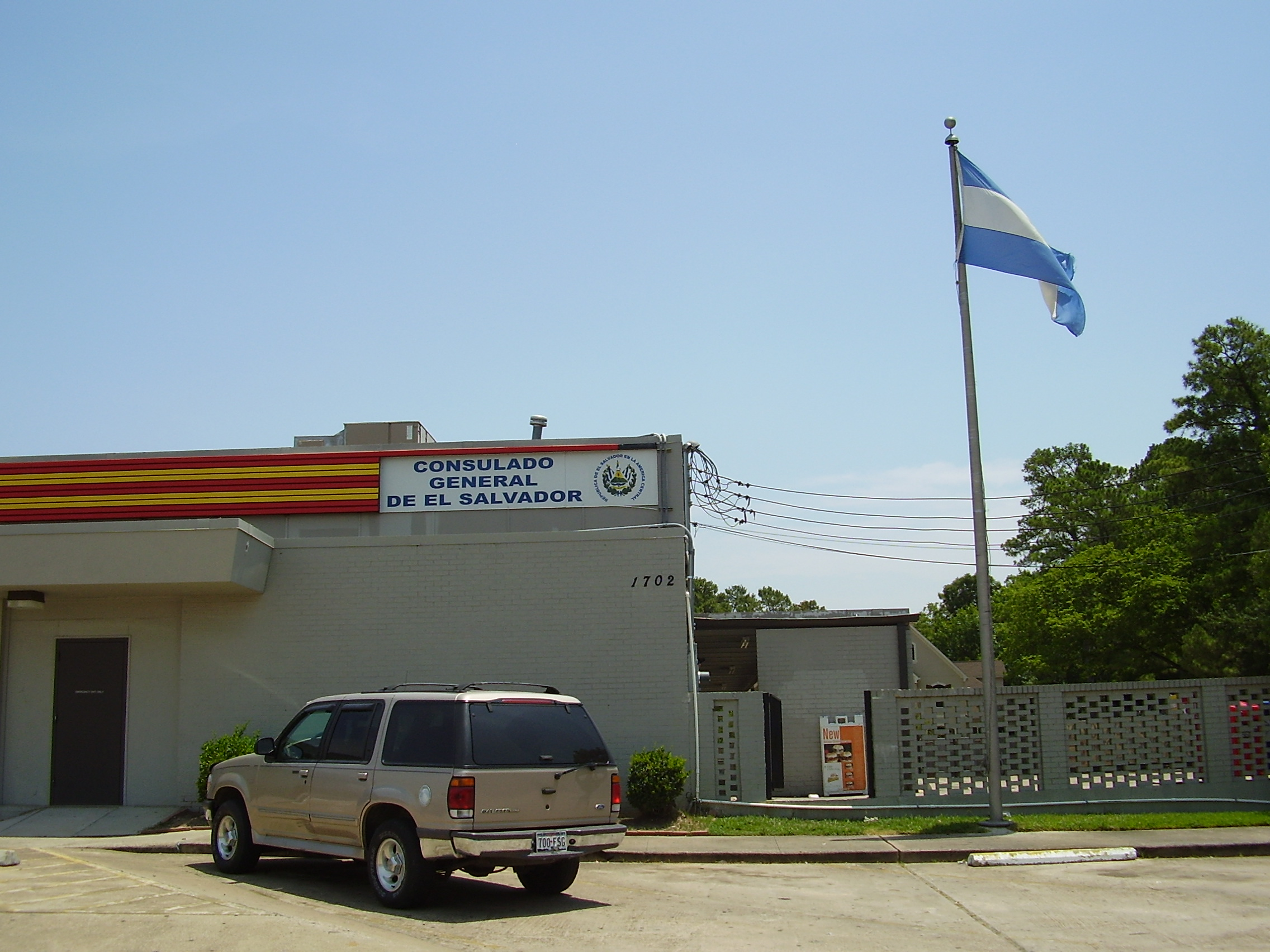
Consulado General de El Salvador

Spring Branch tiene el Consulado General de El Salvador en Houston.